# Terzan 5
Terzan 5 (również ESO 520-27) – gromada kulista znajdująca się w odległości około 22,5 tys. lat świetlnych od Ziemi w gwiazdozbiorze Strzelca. Została odkryta w 1968 roku przez Agopa Terzana i skatalogowana w jego katalogu gromad dwukrotnie jako Terzan 5 oraz Terzan 11. Błąd ten został naprawiony poprzez zmianę numeracji ostatniej gromady w katalogu.
Historię naszej Galaktyki można poznawać przez obserwacje gromad kulistych i grup gwiazd. Najstarsze fragmenty gromad kulistych były świadkami całego procesu ewolucji Drogi Mlecznej. Badania gromad kulistych pozwalają poznawać przeszłość Galaktyki. Gromada Terzan 5 jest niezwykłą mieszaniną gwiazd. Obserwacje tej gromady prowadzą do wniosku, że jest to pozostałość po protogalaktyce, która połączyła się z Drogą Mleczną w początkowej fazie jej istnienia.

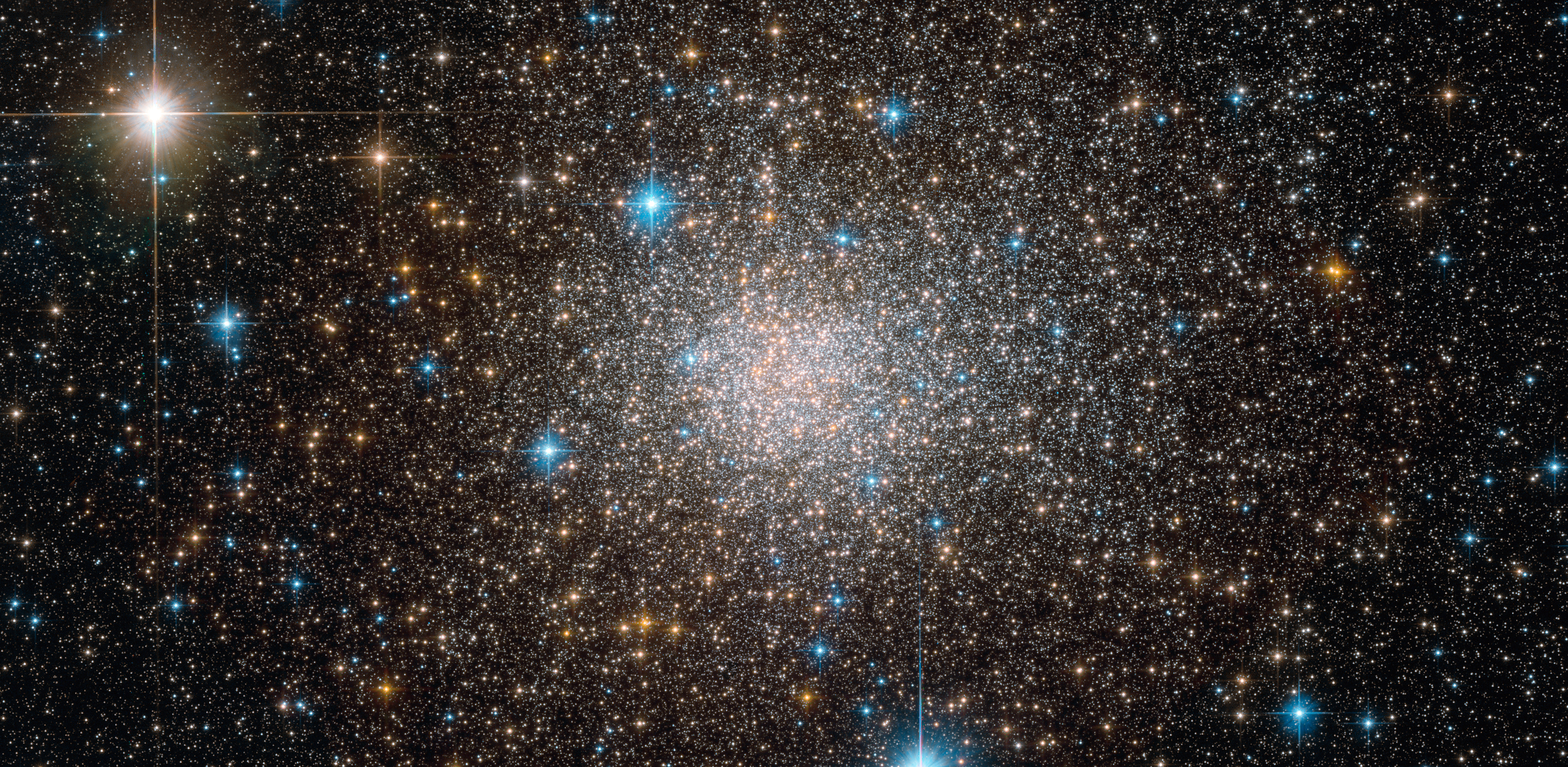
Gromada Terzan 5 (HST)

Terzan 5 znajduje się za zasłoną gęstych warstw pyłu międzygwiezdnego zakrywającego zgrubienie centralne Drogi Mlecznej. Gromada ta jest odmienna od prawie wszystkich znanych gromad kulistych. Zawiera ona gwiazdy, które powstały w różnym czasie, co najmniej w dwóch różnych cyklach. Najstarsze z gwiazd gromady powstały 12 miliardów lat temu, młodsza generacja ma 6 miliardów lat. Jedyną gromadą podobną pod tym względem jest Omega Centauri, jednak znajduje się ona w galaktycznym halo, a Terzan 5 w obrębie zgrubienia centralnego. Możliwe jest, że młodsza populacja gwiazd została przechwycona przez gromadę z nieistniejącej już galaktyki karłowatej. Ponieważ zgrubienie centralne jest przesłonięte gęstymi obłokami pyłu, obserwacje astronomiczne tego rejonu można prowadzić jedynie w paśmie podczerwonym.
Dzięki ostrym obrazom uzyskanym przez teleskop VLT możliwe było odkrycie, że Terzan 5 jest w rzeczywistości znacznie bardziej masywną gromadą niż dotychczas uważano. Ten fakt w połączeniu z niezwykłą budową i wyjątkową historią powstawania gwiazd w gromadzie prowadzi do wniosku, że może to być zachowana pozostałość po protogalaktyce wchłoniętej przez Drogę Mleczną w początkowej fazie jej powstawania i która w ten sposób przyczyniła się do powstania zgrubienia centralnego Drogi Mlecznej.
Gwiazdy wchodzące w skład gromady Terzan 5 poruszają się chaotycznie. Jądro gromady jest niezwykle gęste. Spośród wszystkich gromad kulistych to właśnie w Terzan 5 najczęściej dochodzi do zderzeń pomiędzy gwiazdami. Skutkiem tego zagęszczenia jest również występowanie znacznego odsetka gwiazd w bardzo ciasnych układach podwójnych i wielokrotnych.
Pod koniec 2010 roku w gromadzie Terzan 5 satelita RXTE wykrył piki w danych rentgenowskich pochodzących z układu podwójnego, którego jednym ze składników jest gwiazda neutronowa IGR J17480-2446, obracająca się 11 razy na sekundę. Ta gwiazda jest modelowym przykładem gwiazdy prezentującej wszystkie fazy termojądrowego zapłonu w gwieździe neutronowej.
W 2011 w gromadzie odkryto silne źródło wysokoenergetycznego promieniowania gamma. Źródło, nazwane HESS J1747-248, zostało odkryte w obserwatorium High Energy Stereoscopic System.
Do chwili obecnej w gromadzie Terzan 5 odkryto 24 pulsary milisekundowe, pośród których znajduje się najszybciej rotujący, obecnie znany, którego okres wynosi 1,39595 ms (716 Hz) – PSR J1748-2446ad.